# Majnhard IV. Goriški
Majnhard (* okoli 1239; † okoli 30. oktobra 1295 na gradu Greifenburgu) je izhajal iz družine Majnhardincev  in je bil nosilec naslova (kot Majnhard IV.) grof Goriški (1258–1271), naslova  (kot Majnhard II.) grof  Tirolski (1258–1295), Vojvoda Koroške (1286–1295), ter najemni gospod  Vojvodine Kranjske in Slovenske marke. Bil je začetnik veje Tirolsko-Goriških grofov in eden od najpomembnejših državnih knezov v 13. stoletju in velja za ustanovitelja Tirolske kot samostojne dežele.

## Življenjepis
Majnhard II. je bil sin goriškega grofa Majnhard I. Tirolski (Majnhard III. Goriški) in njegove žene Adelaide (umrla med 1275–79), hčere in dedinje tirolskega grofa Alberta IV. . Njegov oče je po smrti svojega tasta leta 1253 pridobil tirolsko grofijo (kot Majnhard I.) in poskušal pridobiti nadzor nad sosednjimi koroškimi deželami proti silam vojvode Bernarda Španheimskega. Vendar je bil poražen v bližini Greifenburga in je moral po mirovni pogodbi prepustiti ali dati svoja mladoletna sinova Majnharda IV. in Alberta, kot talca sinu vojvode Bernarda, salzburškemu nadškof Filipu. Po očetovi smrti leta 1258 sta bila Majnhard II. in njegov brat izpuščena iz salzburškega skrbništva na gradu Hohenwerfen, in da prevzameta goriško-tirolsko dediščino. Leta 1259 se je Majnhard poročil z Elizabeto Wittelsbach, vdovo po nemškem kralju Hohenstaufenu Konradu IV., ki je bila približno deset let starejša.
Sprva sta na njuni dediščini vladala skupaj z bratom Albertom, kar pa se je končalo leta 1271, ko sta si dediščino razdelila na Goriško in Tirolsko. Majnhard je prejel Tirolsko grofijo in postal začetnik goriško-tirolske veje iz dinastije Majnhardincev. Skupaj s svojo ženo Elizabeto  sta leta 1272 ustanovila cisterjanski samostan Stams kot lastniški družinski samostan.
Grof Majnhard II. Goriško-tirolski si je pridobil v fevd gospostva škofij v Trentu in Briksnu, ter tako razširil svoje tirolske posesti navzdol ob reki Adiži do kraja Salorno. Nadalje je pridobil nekaj ozemlja v dolini reke Inn, vključno s pomembnimi rudniki soli okoli Halla. Tirolska grofija je takrat zajemala tudi dolino Vinschgau na Južnem Tirolskem in dolino Engadin na območju sedanje Švice. Njegov brat Albert pa je dobil posesti v Furlaniji, Istri, Koroški in v Pustriški dolini.
Majnhard II. se je izkazal kot sposoben vladar in je zato znan kot ustvarjalec Tirolske kot avtonomne države v okviru cesarstva. Majnhard je dal graditi ceste in imel zelo pomembne kovnice denarja, predvsem srebrnikov, še posebej srebrnega kovanca »Zwainziger«ja (dvajsetice). Ta tip kovanca je bil kopiran drugje v Evropi in je postal splošno znan kot groš »Groschen«.
Že leta 1267 je grof Majnhard poskušal okrepiti vezi z dinastijo Hohenstaufen, tako da je švabskega pastorka Konradina spremljal pri kampanji v Italijo. Po porazu Konradina v bitki pri Tagliacozzu in njegovi usmrtitvi leta 1268 pa je moral poiskati nove zaveznike. Postal je tesen sodelavec, ki je s svojo politično, finančno in vojaško pomočju grofu Rudolfu Habsburškemu, ki je bil leta 1273 izvoljen  za cesarja, v njegovem boju in ostrem konfliktu s češkim kraljem Otokarjem II. glede več  od cesarstva "odtujenih" ozemelj, ki jih je Otokar pridobil v preteklem medvladju (Vojvodini Štajerska in Kranjska). Leta 1276 je Majnhard poročil svojo hčerko Elizabeto z najstarejšim Rudolfovim sinom Albertom.
Majnhard je podprl Rudolfovo kampanjo proti Otokarju in leta 1276 prejel vojvodino Koroško in Kranjsko v zastavo. Po Otokarjevem porazu v bitki na Marchfeldu leta 1278 je kralj Rudolf Majnharda formalno povzdignil v državnega kneza Svetega rimskega cesarstva in mu na koncu podelil vojvodino Koroško kot fevd na cesarski dieti v Augsburgu leta 1286. 1. septembra 1286 je bil Majnhard ustoličen na koroškem vojvodskem stolu in tako postal prvi koroški vojvoda goriško-tirolske dinastije. Bil je prvi goriški grof, povzdignjen v rang državnega kneza, in bil začetnik majnhardinske veje goriških grofov, ki je ta naslov - šel je tudi njegovim dedičem - dosegel 1286 ob podelitvi vojvodine Koroške. Njegova investitura vojvodine je vključevala določbo, da bo v primeru izumrtja po moški liniji dedovala hiša Habsburžanov. To se je uresničilo leta 1335 po smrti njegovega sina Henrika . Habsburžani pa so leta 1363 od Henrikove hčere Margarete pridobili tudi Tirolsko grofijo.
V letih 1286–9 je Majnhard izdal tirolski Deželni zakonik (»Landrecht«),  ki se je v nekaterih elementih ohranil do danes.
Majnhard je umrl leta 1295 v Greifenburgu na Koroškem. Njegov mlajši sin Henrik ga je nasledil kot koroški vojvoda in je bil leta 1307 celo izvoljen za češkega kralja; njegova najstarejša hči Elizabeta je po poroki z Albertom Habsburškim leta 1298 postala nemška kraljica.
Majnhard je z ženo leta 1272 ustanovil cistercijanski samostan v Stamsu na Tirolskem, kjer je bil leta 1295 pokopan. Njegova je žena Elizabeta, ki je umrla oktobra 1273, je bila po otvoritvi kolegijske cerkve novembra 1284 premeščena v kolegijsko cerkev.
- Samostanska grobnica pred glavnim oltarjem Samostanske cerkve v Stamsu
- Magrobna plošča ustanovitelju Majnhardu II. in Elizabeti
- Kipa Majnharda II. in Elizabete v samostanski cerkvi v Stamsu

## Potomci
Majnhardova žena od leta 1258 je bila Elizabeta iz Wittelsbacha (ok. 1227–1273), hči bavarskega vojvode Otona II. In vdova nemškega kralja Konrada IV.. V zakonu z Elizabeto je imel naslednje otroke:  
- Elizabeta (1262–1312), poročena z Albertom Habsburškim , avstrijsko - štajerskim vojvodom od 1282, nemškim kraljem od 1298
- Oton III. (c. 1265-1310), vojvoda Koroške in grof Tirolski, poročen z Eufemijo (c. 1278-1347), hčerko Piastovskega vojvode Henrika V.  iz Legnice
- Albert II.   † 1292, poročen leta 1281 z  Nežo Hohenberško, († po septembru 1293);
- Ludvik, († 1305); grof tirolski,
- Henrik   † (ok. 1270–1335), koroški vojvoda in grof Tirolske, poročen z Ano Přemyslovo , hčerko češkega kralja Vaclava II . ; kralj Češke v letih 1306 in 1307–10, oče grofice Margarete Tirolske
- Neža (†  1293), poročena z Wettinskim mejnim grofom Friderikom iz Meissna , vnukom cesarja Friderika II.
- in deset drugih nezakonskih otrok.